# Джордж Еверест
Сър Джордж Еверест (произношение: Ийврест, на английски: George Everest) е британски геодезист и картограф, инженер и военен офицер, известен с огромната си дейност като научен сътрудник на Кралското географско дружество и като директор на Индийската топографска служба в течение на 14 години.

## Биография
Роден е на 4 юли 1790 година в Крикхауъл, графство Поуис, Уелс, в семейството на Тристрам Еверест от Брекнокшър. Завършва училището в Марлоу, след което постъпва във Военно-инженерната академия в Уолуич, която завършва предсрочно на 16-годишна възраст и става магистър по математика.
През 1806 г. заминава за Индия като кадет в Бенгалската артилерия. Той е избран от сър Стамфорд Рафлес да участва в теренните изследвания и картирането на остров Ява от 1814 до 1816 г. След това участва в различни инженерни работи на територията на Индия.
През 1818 г. става помощник на полковник Ламбтън – основоположникът на голямото тригонометрично измерване на Индия. През 1823 г., след смъртта на полк. Ламбтън, Еверест заема поста „суперинтендант“, т.е. завеждащ геодезическите работи в Индия. През 1830 г. Джордж Еверест е назначен от Съвета на директорите на Източно-индийската компания за главен геодезист и работи на този пост до пенсионирането си през 1843 г.
През 1843 г. се завръща в Англия. Става научен сътрудник на Кралското географско дружество и активен член на други научни организации. През 1861 г. е награден с рицарско звание. От 1862 г. е заместник-председател на Кралското географско дружество, в което членува 35 години.
Умира на 1 декември 1866 година в Лондон на 76-годишна възраст.

## Любопитно
Най-високият връх на Земята (8848 м) – Джомолунгма, носи неговото име на английски език. Преди да го нарекат на сър Еверест (въпреки възраженията му), той се е наричал Пик 15.
Името на сър Джордж се произнася „Ийврест“. Въпреки това, наречения на него връх на английски се произнася по различен начин – ˈɛvərᵻst или ˈɛvrᵻst (приблизително „Евърест“).
Измерването на Еверест през 1852 г. е свързано с големи трудности, тъй като властите на Китай и Непал забраняват достъпа на Индийската топографска служба до Хималаите. Връх Еверест е измерен благодарение на дългогодишни усилия и с помощта на теодолити с много голямо увеличение, които дават възможност да се установят точки на разстояния над 200 km. Самият връх Еверест е измерен от разстояние 170 km лично от тогавашния директор на Индийската топографска служба Андрю Уо. Тогава Андрю Уо, един от учениците и последователите на сър Джордж Еверест, предлага този връх да бъде наречен с името Еверест заради огромните заслуги на полк. Джордж Еверест, който от 1823 до 1843 г. създава първата подробна триангулационна мрежа в Британска Индия. Официално върхът носи името Еверест от 1865 г.